# E-Rotic
E-Rotic ("E-Rotico") es un grupo Alemán/ Suizo/ Estadounidense de Eurodance/Hip House/Techno. Son conocidos principalmente por el uso de temas sexuales en sus canciones y el innuendo en su música. Algunas veces usaban el alias de Missing Heart, del cual solo sacaron un álbum, "Mystery" del 2000.

## Historia
Originalmente compuesto por la alemana Lyane Leigh y el estadounidense Richard Michael Smith (conocido como "Raz-Ma-Taz"), el grupo empezó en 1994 grabando por el resto de los 1990s. Sin embargo en 1996 ambos miembros dejaron el grupo debido a desacuerdos entre Leigh y el productor David Brandes. E-Rotic ahora compuesto por Jeanette Christensen y Terence d'Arby siguió grabando aunque, por contrato, Leigh seguía proporcionando trabajo vocal hasta 1999 cuando ella y Raz-Ma-Taz formaron su propio grupo conocido como S.E.X. Appeal (1999-presente). En octubre de ese mismo año d'Arby fue reemplazado por Ché Jouaner.
Christensen dejó el grupo en el año 2001, Yasemin Baysal del grupo Das Modul ocupó su lugar. Baysal y Jouaner renunciaron en el año 2002 siendo Lydia Madawjewski la nueva vocalista (quien había proporcionado vocales desde 1999 desde la salida de Leigh) y Robert Spehar el nuevo rapero de E-Rotic. Sin embargo, ha sido revelado que la persona que realizaba las de rap en las canciones era el mismo productor, David Brandes, tras esto, E-Rotic se disolvió en 2003.
En 2015 se anunció el regreso de E-Rotic, contando nuevamente con Lyane Leigh en las vocales y un nuevo rapero, Stephen Appleton. En marzo de 2016, lanzaron un nuevo EP titulado “Video Starlet", del cual se desprendió un sencillo homónimo.

## Discografía
Alemania
- Julio de 1994:: Max Don't Have Sex With Your Ex

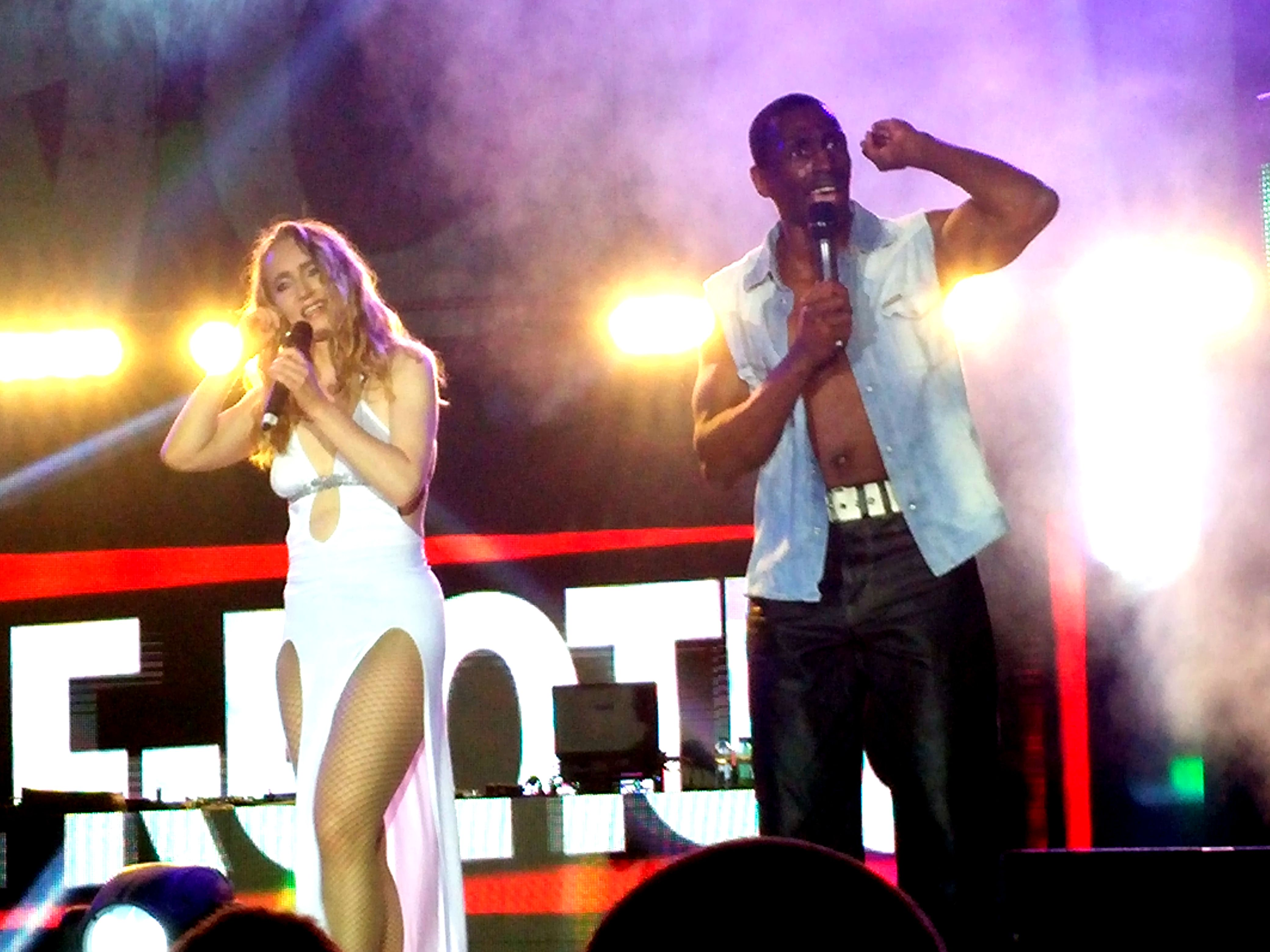
E-Rotic during I Love 90s Show, Live on Stage at Winter Palace, Sofia, Bulgaria, 2015-5-9

- 1994: Max Don't Have Sex With Your Ex Remixes
- 1995: Fred Come To Bed
- 1995: Fred Come To Bed Remixes
- Junio de 1995: Sex On The Phone
- 1995: Sex On The Phone Remixes
- 1995: Willy Use A Billy... Boy
- 1995: Willy Use A Billy... Boy Remixes
- 1996: Help Me Dr. Dick
- Marzo de 1996: Help Me Dr. Dick Remixes
- April 1996: Fritz Love My Tits
- 1996: Fritz Love My Tits Remixes
- 1996: Gimme Good Sex
- 1996: Gimme Good Sex Remixes
- 1997: Thank You For The Music
- 8 de agosto de 1997: The Winner Takes It All
- 1998: Die Geilste Single Der Welt
- 26 de agosto de 1999: Kiss Me
- 1999: Mambo No. Sex
- 14 de febrero de 2000: Queen Of Light
- 2000: Don't Make Me Wet
- 2001: King Kong
- 2003: Max Don't Have Sex With Your Ex 2003
- 2016: Vídeo Starlet

Japón
- 1997: Turn Me On
- 1998: Baby Please Me
- 1999: Oh Nick Please Not So Quick
- 2000: Gimme Gimme Gimme
- 2001: Billy Jive (With Willy's Wife)

### Álbumes
Alemánia
- 1995: Sex Affairs
- 1996: The Power Of Sex
- 1997: Sexual Madness
- 1997: Thank You For The Music
- 1998: Greatest Tits (es una alusión a "Greatest Hits")
- 1999: Mambo No. Sex
- 2000: Gimme Gimme Gimme
- 2000: Missing You
- 26 de noviembre de 2001: Sex Generation
- 8 de septiembre de 2003: Total Recall
- 4 de marzo de 2016: Video Starlet

Japón
- 1999: Kiss Me
- 2000: Dancemania Presents E-ROTIC Megamix
- 2001: Sexual Healing
- 2001: The Very Best Of E-ROTIC
- 2002: The Collection
- Febrero de 2003: Total Recall
- 9 de julio de 2003: Cocktail E-ROTIC

Un nuevo álbum titulado "Lust 4 Life ("Lujuria D X Vida") ha circulado en Internet desde principios del 2006. BROS Music ha revelado que no es más que una recopilación de varios artistas incluidos E-Rotic, S.E.X. Appeal, Ace of Base y O-Zone.

## E-Rotic en videojuegos
E-Rotic fue introducido en Japón en el videojuego de baile de Konami Dance Dance Revolution (DDR) (Dancing Stage en Europa). Licenciados en Japón por la discográfica Toshiba-EMI representando la línea de álbumes de música Dancemania.
La decisión de incluir a E-Rotic en DDR resultó provechosa al grado que E-Rotic se volvió un estandarte para la serie, incluyendo su propio spin-off dedicado en Beatmania (la serie de videojuegos musicales de Konami) y una colección de "Grandes éxitos" para la consola PlayStation.
E-Rotic también mantiene el récord de ser el segundo artista con más licencias en la historia de DDR, detrás del dueto Captain Jack.
En 2004 Roxor Games sacó su propio videojuego de simulación de baile In The Groove. Esto fue sorpresivo para los fanes estadounidenses del género debido a la imagen sexual del grupo y la madurez de sus letras que tal vez sería demasiado para la cultura occidental. Sin embargo, la decisición de poner a E-Rotic en otro videojuego musical resultó popular como en la serie Japonesa DDR.

### Discografía en videojuegos
| Título                                     | Plataforma     | Región  | Lanzamiento              |
| ------------------------------------------ | -------------- | ------- | ------------------------ |
| Dance Dance Revolution 3rdMIX              | Arcade         | Japón   | 30 de octubre de 1999    |
| Dance Dance Revolution Solo 2000           | Arcade         | Japón   | 16 de diciembre de 1999  |
| Dancing Stage Euromix                      | Arcade         | Europa  | 1999                     |
| Beatmania 5th Mix: Time To Get Down        | Arcade         | Japón   | 1999                     |
| Beatmania Append 5th Mix: Time To Get Down | PlayStation    | Japón   | 2 de marzo de 2000       |
| Dance Dance Revolution 3rdMIX              | PlayStation    | Japón   | 18 de mayo de 2000       |
| Dance Dance Revolution 3rdMIX Plus         | Arcade         | Japón   | 21 de junio de 2000      |
| Beatmania Best Hits                        | Playstation    | Japón   | Japón, 2000              |
| Dance Dance Revolution 4thMIX              | Arcade         | Japón   | 24 de agosto de 2000     |
| Dance Dance Revolution GB 2                | Game Boy Color | Japan   | 16 de noviembre de 2000  |
| Dance Dance Revolution Best Hits           | PlayStation    | Japón   | 21 de diciembre de 2000  |
| Dance Dance Revolution 4thMIX Plus         | Arcade         | Japón   | 27 de diciembre de 2000  |
| Dance Maniax 2nd Mix                       | Arcade         | Japón   | 2001                     |
| Dance Maniax 2nd Mix Append J-Paradise     | Arcade         | Japón   | 2001                     |
| Dance Dance Revolution 4thMIX              | PlayStation    | Japón   | 15 de marzo de 2001      |
| Dance Dance Revolution GB 3                | Game Boy Color | Japón   | 15 de marzo de 2001      |
| Dance Dance Revolution 5thMIX              | Arcade         | Japón   | 27 de marzo de 2001      |
| Dance Dance Revolution Extra Mix           | PlayStation    | Japón   | 27 de junio de 2001      |
| Dance Dance Revolution 5thMIX              | PlayStation    | Japón   | 20 de septiembre de 2001 |
| Dancing Stage Euromix 2                    | Arcade         | Europa  | Agosto de 2002           |
| In The Groove                              | Arcade         | EUA     | 2004                     |
| In The Groove 2                            | Arcade         | EUA     | 2005                     |
| In The Groove                              | PlayStation 2  | América | 17 de junio de 2005      |
| Dance Dance Revolution Extreme 2           | PlayStation 2  | América | 27 de septiembre de 2005 |
| In The Groove                              | Arcade y PC    | EUA     | Agosto de 2006           |

- Datos: Q706575